# Julie Skinner
Julie Skinner (n. 23 aprilie 1968, Calgary, Alberta, Canada) este o jucătoare de curl ce a reprezentat Canada, medaliată olimpică. A participat la 2 ediții ale Jocurilor Olimpice (1992, 2002) în care a câștigat o medalie de bronz.